# Zdeněk Bíma
Zdeněk Bíma (26. listopadu 1940 – 30. června 1984) byl český silniční motocyklový závodník. Závodil ve třídách do 250 a 350 cm³. Zemřel na následky chronické srdeční choroby.

## Závodní kariéra
V prvním roce působení v mistrovství republiky získal titul ve třídě do 250 cm³. V letech 1969 až 1971 byl továrním jezdcem Jawy. V barvách Jawy byl v roce 1969 třetí v mistrovství republiky ve třídě do 250 cm³ i do 350 cm³. V roce 1970, nejúspěšnějším roce své kariéry se stal mistrem republiky v obou kubaturách. V roce 1971 získal titul mistra sportu. V roce 1971 při závodu mistrovství republiky v Novém Mestě nad Váhom vlivem zadřeného ojničního ložiska těžce havaroval. Na závodní okruhy se vrátil po ročním léčení. Další těžkou havárii měl v Bratislavě v roce 1972. V době rekonvalescence jej Jawa zbavila místa továrního jezdce.

## Úspěchy
- 3x mistr Československa
- Mistrovství Československa silničních motocyklů – celková klasifikace
  - 1968 do 250 cm³ – 1. místo
  - 1968 do 350 cm³ – 13. místo
  - 1969 do 250 cm³ – 3. místo
  - 1969 do 350 cm³ – 3. místo
  - 1970 do 250 cm³ – 1. místo
  - 1970 do 350 cm³ – 1. místo
  - 1972 do 350 cm³ – 6. místo
  - 1974 do 250 cm³ – 26. místo
  - 1974 do 350 cm³ – 12. místo
  - 1975 do 250 cm³ – 15. místo
  - 1975 do 250 cm³ – 14. místo
  - 1976 do 250 cm³ – 26. místo
  - 1976 do 250 cm³ – 12. místo
- 9 vítězství v závodech mistrovství Československa
- 300 ZGH
  - 1968 1. místo do 250 cm³
  - 1969 2. místo do 250 cm³ a 2. místo do 350 cm³
  - 1970 2. místo do 350 cm³
  - 1971 3. místo do 250 cm³ a 3. místo do 350 cm³